# Leptagoniates
Genre
Leptagoniates est un genre de poissons téléostéens de la famille des Characidae et de l'ordre des Characiformes.

## Liste d'espèces
Selon FishBase (10 juin 2015):
- Leptagoniates pi Vari, 1978
- Leptagoniates steindachneri Boulenger, 1887